# Гомелаури, Николай Георгиевич
Николай Георгиевич Гомелаури (15 [28] апреля 1907, Мирзаани — 24 мая 1977, Тбилиси) — советский грузинский металлург, учёный, государственный деятель, лауреат Ленинской премии.

## Биография
Окончил Кавказский горно-металлургический институт (1930). Член ВКП(б) с 1938 г.
Работа:
- 1944—1959 директор Закавказского (Руставского) металлургического завода
- 1959—1963 заместитель председателя Совнархоза Грузинской ССР
- 27.04.1963-19.10.1965 председатель СНХ Грузинской ССР
- 1965—1970 зам. председателя Совета Министров Грузинской ССР
- 1970—1977 директор Кавказского института минерального сырья.

Кандидат технических наук. Профессор (1972).
Депутат Верховного Совета Грузинской ССР II созыва (1947—1951).
Делегат XX съезда КПСС (1956).
Ленинская премия 1962 года — за механизацию и автоматизацию трубопрокатного агрегата «400» ЗМЗ.